# Philip Ketchum
Philip Ketchum (Philip L. Ketchum), född 19 oktober 1902 i Trinidad, Colorado, död 13 december 1969, var en amerikansk författare av western-, kriminal- och äventyrsberättelser. Han skrev främst under eget namn men även under pseudonymerna Carl McK. Saunders och Jean Bellamy.

## Biografi
Philip Ketchum studerade vid Denver University och arbetade ett tiotal år som socialarbetare i Denver, Colorado och Tucson, Arizona. I slutet av 1920-talet inledde han en karriär som en produktiv författare av massmarknadslitteratur. Ett av de populäraste pulp-magasinen var Argosy och åt dem skrev han noveller om en magisk yxa som går i arv från generation till generation hos en brittisk familj från Alfred den stores kamp mot danerna via korstågen till Första världskriget. Berättelserna har samlades 1955 i volymen The great axe Bretwalda.
På 1950- och 1960-talen skrev Ketchum främst västernromaner och blev känd för att skildra sina karaktärer med större djup än vanligt och romanerna hade ofta även starka och oberoende kvinnor i framträdande roller. Flera av böckerna har publicerats av Wennerbergs Förlag och B. Wahlströms bokförlag. Ketchum bearbetade även filmmanuskript till böcker.

### Romaner
- Wyatt Earp 1956
- The dead shot kid 1959 (Första kulan dödar 1967, Sheriff 39)

### Novellsamling
- The great axe Bretwalda 1955